# Zdzisław Opitz
Zdzisław Franciszek Opitz (ur. 2 kwietnia 1920 w Janowie Lubelskim, zm. 27 listopada 2020 w Toronto) – polski żołnierz w czasie II wojny światowej, pułkownik WP w stanie spoczynku.

## Życiorys
Od września 1938 służył w 22. Dywizji Piechoty Górskiej. W trakcie polskiej wojny obronnej września 1939 był dowódcą plutonu w składzie 6. Pułku Strzelców Podhalańskich, a już w trakcie okupacji w grudniu tego samego roku został aresztowany przez NKWD. Był więźniem sowieckich łagrów. Po zwolnieniu, wstąpił w listopadzie 1941 roku do formowanej na terenie ZSRR tzw. Armii Andersa. Był żołnierzem 6. Dywizyjnego Batalionu Strzeleckiego „Dzieci Lwowskich”, który został następnie przeformowany w 6. pułk pancerny w składzie 2. Warszawskiej Brygady Pancernej na terenie Iraku oraz Palestyny. Od 1943 był dowódcą baterii 7. pułku artylerii przeciwpancernej 2. Korpusu Polskiego. Od lutego 1944 brał udział w kampanii włoskiej, uczestnicząc między innymi w walkach pod Monte Cassino, bitwie o Ankonę oraz wyzwalaniu Bolonii. Udział w walkach zakończył jako zastępca dowódcy dywizjonu, a wojnę w randze podpułkownika.
Po wojnie pozostał na emigracji. W 2020 obchodził 100 urodziny i przy tej okazji otrzymał awans na pułkownika WP w stanie spoczynku.
Jego syn Ted Opitz był posłem do Parlamentu federalnego Kanady.  

## Wybrane oznaczenia
- Krzyż Oficerski Orderu Odrodzenia Polski (pośmiertnie, 2020)[4][1],
- Srebrny Krzyż Zasługi z Mieczami[1],
- Krzyż Walecznych[1],
- Krzyż Pamiątkowy Monte Cassino[1]